# Rzeczyca (przystanek kolejowy)
Rzeczyca (biał. Рэчыца, ros. Речица) – przystanek kolejowy w miejscowości Rzeczyca, w rejonie bereskim, w obwodzie brzeskim, na Białorusi. Leży na linii Bronna Góra – Białooziersk, obok drogi republikańskiej R136.